# 베네수엘라고기잡이쥐
베네수엘라고기잡이쥐(Neusticomys venezuelae)는 비단털쥐과에 속하는 설치류의 일종이다. 가이아나와 베네수엘라에서 발견된다.